# 카르나
카르나(산스크리트어: कर्ण)는 힌두교 고대 서사시 마하바라타에 등장하는 주요 인물들 중 한 명으로, 판다바 5형제 중 셋째인 아르주나의 라이벌이다.

## 생애

### 출생
원래 카르나는 태양신 수리야와 (판두와 결혼하기 이전의) 쿤티 사이에서 태어난 판다바 5형제들의 이부형인데,쿤티는 리쉬인 두르바사로부터 자신이 원하는 신과 아이를 가질 수 있는 축복을 받았다.그 축복이 진짜인지 아닌지를 시험해 보기 위해 그녀는 태양신 수리야를 불러내었고,이로 인해 카르나는 쿤티에게 잉태되어 태어날 때부터 황금 갑옷과 귀걸이를 입은 채로 태어났다. 하지만 결혼도 안 한 처녀가 아이를 기를 수는 없다고 생각한 쿤티에 의해 카르나는 바구니에 실린 채로 강에 버려져, 갠지스 강을 따라 떠내려가던 중 드리타라슈트라 왕을 위해 일하는 마부 아디라타와 궁중 시인인 그의 아내 라다에 의해 발견되어 그 부부의 양자로 자라게 된다.

### 주요 행적 및 최후
부부의 사랑을 받으면서 성장한 카르나는 파라슈라마로부터 브라흐마스트라 등의 아스트라를 배우는 등 무예 수련에 힘쓴 끝에 규격 외의 기량을 지닌 완전한 전사로 자라났으며, 판다바 5형제와 카우라바 100형제가 무술 대회에서 겨루는 도중에 대회장에 난입하는데, 이때부터 카르나는 아르주나와 라이벌 관계가 되었으며, 카우라바의 수장인 두료다나로부터 앙가 왕국의 왕으로 임명받는 등 두료다나와 절친한 친구가 된다. 카르나는 이후로도 두료다나와 협력해 판다바를 견제하였고, 판다바가 유배되어 있던 시기에는 인드라와의 거래를 하여 태어날 때부터 몸에 지녔던 황금 갑옷과 귀걸이를 떼내어 인드라에게 양도하는 대신, 카르나는 인드라의 창 '바사비 샤크티'를 딱 한번 사용할 수 있는 권한을 얻게 된다. 이후 쿠루크셰트라 전쟁 직전 카르나는 쿤티에게서 출생의 비밀을 듣게 되고 이에 충격을 받았으며, 두료다나를 배신하고 판다바에 합류하라는 쿤티의 말을 듣지만, 카르나는 이를 거절하고 대신 아르주나 이외의 다른 판다바는 죽이지 않겠다고 약속한다.
이후 쿠루크셰트라 전쟁이 발발하자, 카르나는 비슈마가 죽은 후부터 전투에 본격적으로 참여해 인드라로부터 얻은 능력('바사비 샤크티'를 딱 한번 사용할 수 있는 권한)으로 바사비 샤크티를 사용해 비마의 자식이자 랴크샤사인 "가토가챠"를 처치하지만, 이로 인해 아르주나와의 전투에서 바사비 샤크티를 사용할 수 없게 되었으며, 여러 아스트라들을 사용해 아르주나를 고전시키는 등 선전하지만, 카르나의 기량을 파악한 아르주나가 반격에 나서자 서서히 밀리게 되었고, 이에 더해 과거에 파라수라마로부터 받은 저주가 이때 발현되어 카르나는 브라흐마스트라의 주문을 잊어버리는 등 사실상 아무것도 할 수 없는 처지가 되었으며, 이 상황을 기회로 본 아르주나가 간디바로 쏜 아스트라가 카르나의 목을 관통하여 카르나는 전사하였고, 관통된 카르나의 목은 바닥으로 떨어졌다.